# Sekretarze wojny (Francja)

Flaga wojenna Burbonów francuskich

Sekretarz Wojny – nazwa jednego z czterech sekretariatów stanu powstałych w roku 1589, związanych z reformami, jakie wprowadził Henryk IV Burbon. W 1791 przemianowano nazwę urzędu na Ministra Wojny, a w 1944 powstał nowoczesny odpowiednik tego urzędu Minister Obrony.

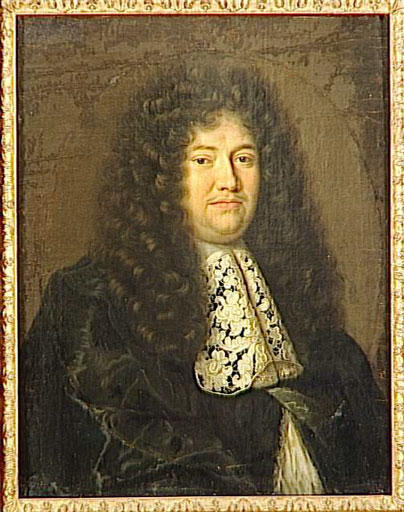
François Michel Le Tellier de Louvois

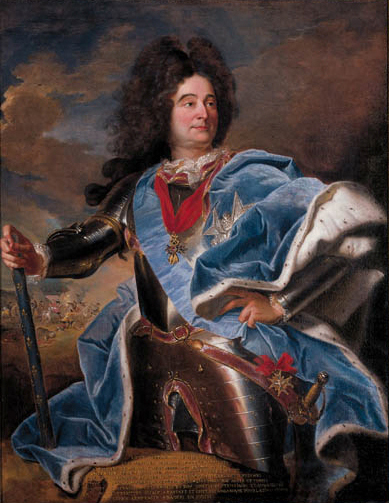
Claude de Villars

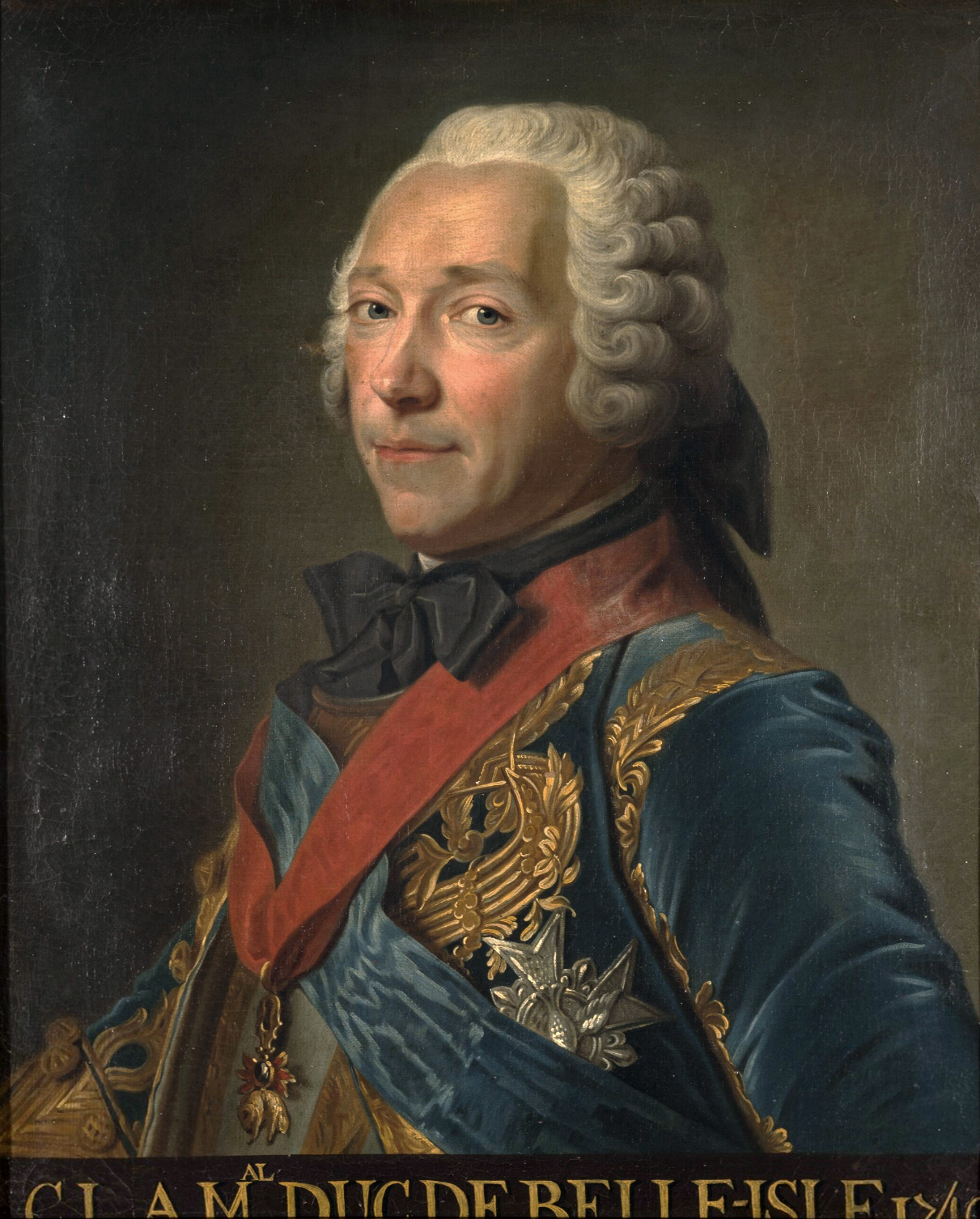
Charles Louis Auguste Fouquet de Belle-Isle

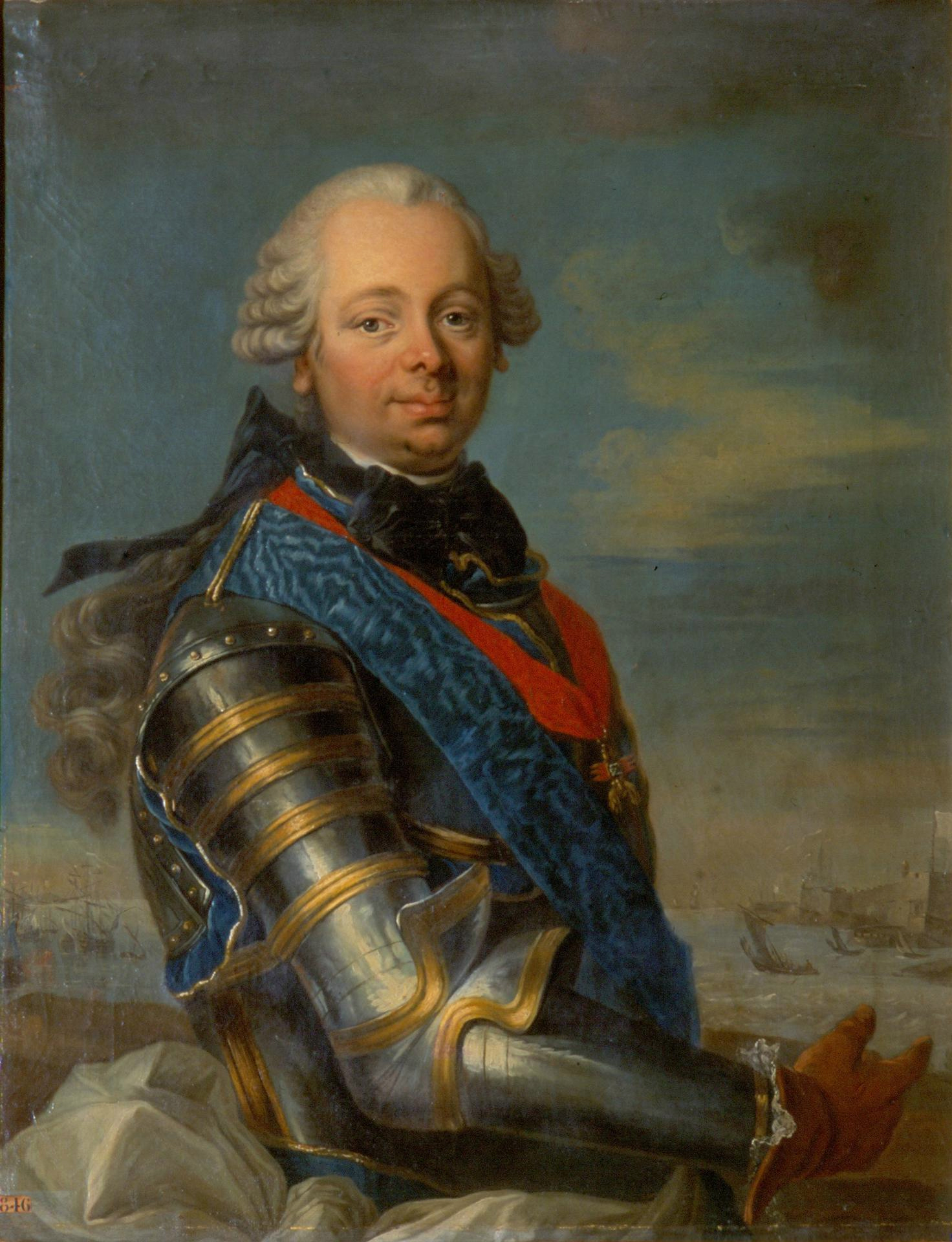
Étienne-François de Choiseul

## Sekretarze stanu ds. wojny, 1643-1791
| Sekretarz wojny                                         | Początek urzędowania | Koniec urzędowania   |
| ------------------------------------------------------- | -------------------- | -------------------- |
| Michel le Tellier                                       | 1643                 | 1666                 |
| François Michel Le Tellier de Louvois                   | 1666                 | 16 lipca 1691        |
| Louis François Marie Le Tellier                         | 16 lipca 1691        | 5 stycznia 1701      |
| Michel Chamillart                                       | 5 stycznia 1701      | 9 czerwca 1709       |
| Daniel Voysin de la Noiraye                             | 9 czerwca 1709       | 14 września 1715     |
| Claude de Villars                                       | 1 października 1715  | 24 września 1718     |
| Claude le Blanc                                         | 24 września 1718     | 1 lipca 1723         |
| François Victor Le Tonnelier de Breteuil                | 1 lipca 1723         | 19 czerwca 1726      |
| Claude le Blanc                                         | 19 czerwca 1726      | 1728                 |
| Nicolas Prosper Bauyn d’Angervilliers                   | lipiec 1728          | luty 1740            |
| François Victor Le Tonnelier de Breteuil                | luty 1740            | 7 stycznia 1743      |
| Marc-Pierre de Voyer, hrabia d’Argenson                 | 7 stycznia 1743      | 1 lutego 1757        |
| Marc-René de Voyer de Paulmy d’Argenson                 | 1 lutego 1757        | 3 marca 1758         |
| Charles Louis Auguste Fouquet de Belle-Isle             | 3 marca 1758         | 27 stycznia 1761     |
| Étienne-François de Choiseul                            | 27 stycznia 1761     | 24 grudnia 1770      |
| Louis François, markiz de Monteynard                    | 26 stycznia 1771     | 27 stycznia 1774     |
| Emmanuel de Vignerot du Plessis                         | 27 stycznia 1774     | 2 czerwca 1774       |
| Louis Nicolas Victor de Félix d'Ollières, hrabia du Muy | 5 czerwca 1774       | 10 października 1775 |
| Claude Louis, hrabia de Saint-Germain                   | 27 października 1775 | 27 września 1777     |
| Alexandre Marie Léonor de Saint-Mauris de Montbarrey    | 27 września 1777     | 19 grudnia 1780      |
| Philippe Henri, markiz de Ségur                         | 23 grudnia 1780      | 29 sierpnia 1787     |
| Louis Auguste Le Tonnelier de Breteuil                  | 29 sierpnia 1787     | 23 września 1787     |
| Athanase Louis Marie de Loménie, hrabia de Brienne      | 23 września 1787     | 30 listopada 1788    |
| Louis Pierre de Chastenet, comte de Puységur            | 30 listopada 1788    | 13 lipca 1789        |
| Victor François, książę de Broglie                      | 13 lipca 1789        | 16 lipca 1789        |
| Jean-Frédéric de la Tour du Pin-Gouvernet               | 4 sierpnia 1789      | 16 września 1790     |
| Louis le Bègue du Presle Duportail                      | 16 listopada 1790    | 7 grudnia 1791       |